# 박충순
박충순(1933년 12월 19일~2019년 1월 13일)은 대한민국의 정치인이다. 제13대 국회의원을 지냈다.

## 역대 선거 결과
|  | 36.64% |

|  | 14.02% |

|  | 2.64% |